# August Wilhelm Fils

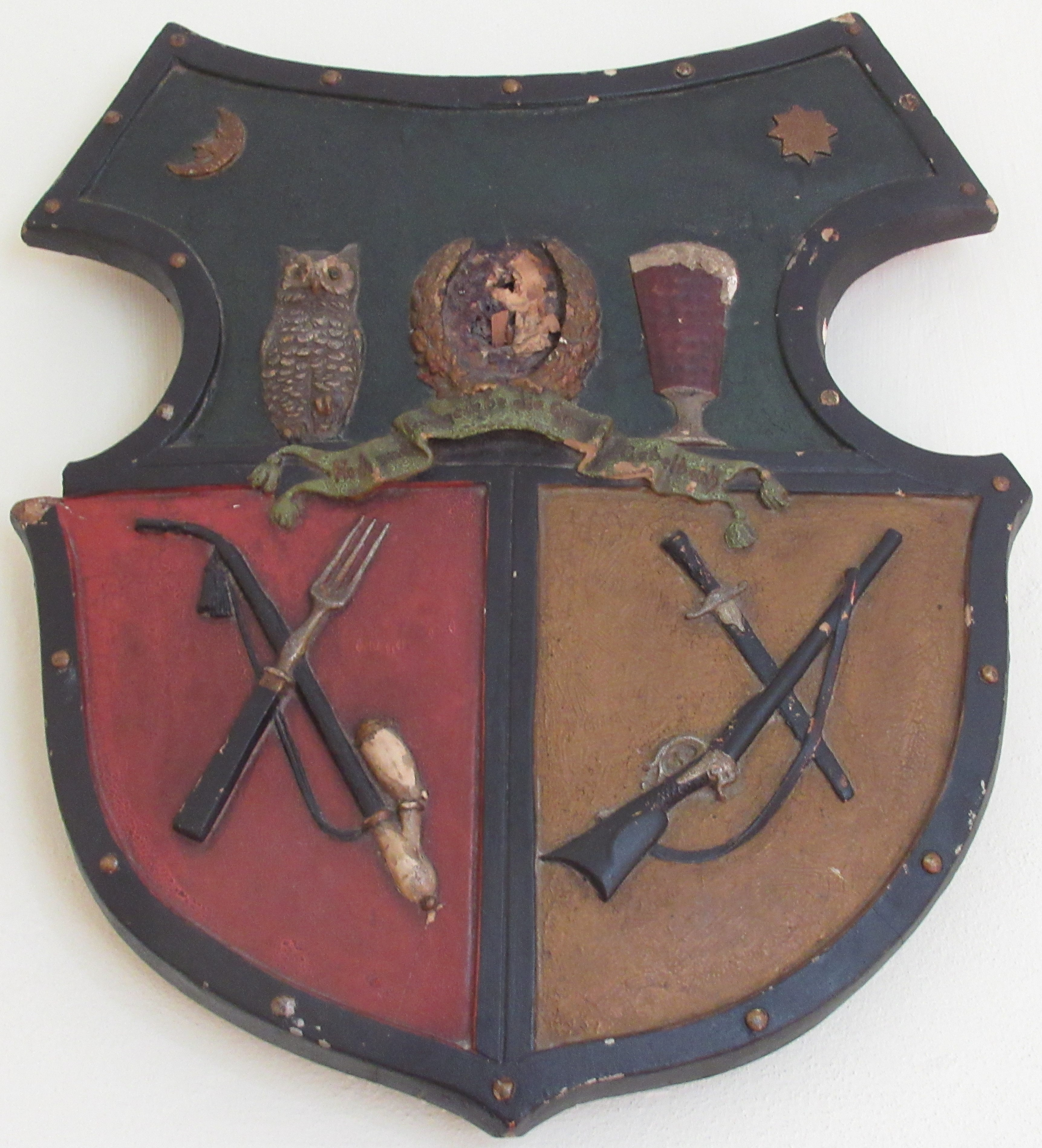
Wappen der Gabelbach-Gemeinde, wo Fils Mitglied war

August Wilhelm Fils (* 23. Juli 1799 in Jordansmühl, Kreis Nimptsch; † 28. März 1878 in Schleusingen) war Königlich Preußischer Major, Vermessungsoffizier und Kartograf.

## Leben
Der aus Schlesien stammende Sohn eines Schullehrers und Organisten war als Vermessungsoffizier für die Reymannsche Topographische Spezial Karte von Deutschland tätig. Er fertigte zudem erstmals Höhenschichtenkarten des Thüringer Waldes an. 1853 als Major verabschiedet, war Fils wegen seiner bis ins hohe Alter persönlich ausgeführten barometrischen Höhenvermessungen als „Thüringer Waldläufer“ bekannt.
1832 wurde Fils korrespondierendes Mitglied der Königlichen Akademie gemeinnütziger Wissenschaften zu Erfurt.
Seit dem 4. April 1853 ist Fils Ehrenbürger der Stadt Ilmenau. Fils war zudem Mitglied im dortigen Gabelbachverein.
Einen ihm im Schrifttum gelegentlich zugeschriebenen Adelstitel hat Fils weder geführt noch erhalten.

## Schriften

### Bücher
- Höhen-Messungen in der Grafschaft Henneberg, preußischen Antheils mit einem Anhang: Das Nivellement der Thürinigschen Eisenbahn. Großmann, Weißensee 1849.
- Höhen-Messungen im Herzogthum Gotha. Großmann, Weißensee 1850.
- Hoḧen-Messungen in den Schwarzburgischen Oberherrschaften Rudolstadt u. Arnstadt u. in dem Weimarischen Amte Ilmenau. 1854, urn:nbn:de:bvb:12-bsb10019081-4.
- Höhen-Messungen im Herzogthum Coburg : barometrisch bestimmt; mit drei Karten-Skizzen. Gotha 1855, urn:nbn:de:bvb:12-bsb10019082-0.
- Barometer-Höhen-Messungen von dem Herzogthum S. Meiningen. Hofbuchhaltung von Brückner & Renner, Meiningen 1861, urn:nbn:de:bvb:12-bsb10019083-5.
- Höhen-Messungen von dem Kreise Erfurt im Königl. Regierungsbezirk Erfurt. Banse, Ilmenau 1865, urn:nbn:de:bsz:14-db-id4940687011.
- Barometer-Höhenmessungen im Herzogthum Sachsen-Gotha mit einer graph. Darst. der Höhenlagen aller bewohnten Orte und mit einigen Begleitworten. Großmann, Weißensee 1868.
- Bad Ilmenau und seine Umgegend, am Thüringerwalde ein Führer und Gedenkbuch für Einheimische und Fremde. Tromsdorf, Ilmenau 1869.

### Topographische Karten (Auswahl)
Bei der Topographischen Spezialkarte von Deutschland ist jeweils das Jahr den Entstehung der Karte in Klammern angegeben. Es gab später viele Nachdrucke. Die Karten sind z. B. in der Sächsischen Landesbibliothek Dresden und in der Staatsbibliothek Berlin einsehbar oder auf der Website des Landkartenarchivs.
- Höhenschichten-Karte vom Thüringerwalde und Umgebung. 1: Nördl. Theil (1869)[6]
- Höhenschichten-Karte vom Thüringerwalde und Umgebung. 2: Südl. Theil (1870)[7]
- Der Thüringer Wald, Blatt 3 (Waltershausen, Friedrichroda, Spiessberg, Kleinschmalkalden, Inselsberg)[8]
- Der Thüringer Wald, Blatt 5 (Ilmenau)[9]
- Topographische Spezialkarte von Deutschland (unbekannt), Blatt 62 (Schneidemühl).
- Topographische Spezialkarte von Deutschland (1832), Blatt 63 (Bromberg).
- Topographische Spezialkarte von Deutschland (1822), Blatt 68 (Coevorden).
- Topographische Spezialkarte von Deutschland (1836), Blatt 78 (Rogasen).
- Topographische Spezialkarte von Deutschland (1832), Blatt 79 (Gnesen).
- Topographische Spezialkarte von Deutschland (1835), Blatt 95 (Posen).
- Topographische Spezialkarte von Deutschland (1832), Blatt 96 (Peisern).
- Topographische Spezialkarte von Deutschland (1825), Blatt 103 (Wesel).
- Topographische Spezialkarte von Deutschland (1825), Blatt 104 (Münster).
- Topographische Spezialkarte von Deutschland (1831), Blatt 112 (Glogau).
- Topographische Spezialkarte von Deutschland (1832), Blatt 113 (Lissa).
- Topographische Spezialkarte von Deutschland (1832), Blatt 114 (Kalisch).
- Topographische Spezialkarte von Deutschland (1832), Blatt 115 (Warta).
- Topographische Spezialkarte von Deutschland (nur Vollendung), Blatt 128 (Leipzig).
- Topographische Spezialkarte von Deutschland (1834), Blatt 129 (Grossenhayn).
- Topographische Spezialkarte von Deutschland (1832), Blatt 130 (Spremberg).
- Topographische Spezialkarte von Deutschland (1830), Blatt 131 (Bunzlau).
- Topographische Spezialkarte von Deutschland (1829), Blatt 132 (Wohlau).
- Topographische Spezialkarte von Deutschland (1831), Blatt 133 (Oels).
- Topographische Spezialkarte von Deutschland (1832), Blatt 134 (Wielun).
- Topographische Spezialkarte von Deutschland (um 1840), Blatt 142 (Siegen).
- Topographische Spezialkarte von Deutschland (um 1840), Blatt 145 (Erfurt).
- Topographische Spezialkarte von Deutschland (1834), Blatt 149 (Zittau).
- Topographische Spezialkarte von Deutschland (1833), Blatt 150 (Hirschberg).
- Topographische Spezialkarte von Deutschland (1829), Blatt 151 (Breslau).
- Topographische Spezialkarte von Deutschland (1830), Blatt 152 (Brieg).
- Topographische Spezialkarte von Deutschland (1832), Blatt 153 (Kreutzburg).
- Topographische Spezialkarte von Deutschland (1832), Blatt 163 (Fulda).
- Topographische Spezialkarte von Deutschland (1828), Blatt 164 (Schleusingen).
- Topographische Spezialkarte von Deutschland (1833), Blatt 168 (Jung Bunzlau).
- Topographische Spezialkarte von Deutschland (1832), Blatt 169 (Hohenelbe).
- Topographische Spezialkarte von Deutschland (1831), Blatt 170 (Glatz).
- Topographische Spezialkarte von Deutschland (1830), Blatt 171 (Neisse).
- Topographische Spezialkarte von Deutschland (1831), Blatt 172 (Gleiwitz).
- Topographische Spezialkarte von Deutschland (1831), Blatt 173 (Siewierz).
- Topographische Spezialkarte von Deutschland (1831), Blatt 179 (Simmern).
- Topographische Spezialkarte von Deutschland (1830), Blatt 181 (Frankfurth).
- Topographische Spezialkarte von Deutschland (1834), Blatt 186 (Saatz).
- Topographische Spezialkarte von Deutschland (1834), Blatt 187 (Prag).
- Topographische Spezialkarte von Deutschland (1832), Blatt 189 (Mittelwalde).
- Topographische Spezialkarte von Deutschland (1831), Blatt 190 (Toppau).
- Topographische Spezialkarte von Deutschland (1830), Blatt 191 (Ratibor).
- Topographische Spezialkarte von Deutschland (1831), Blatt 192 (Krakau).
- Topographische Spezialkarte von Deutschland (1832), Blatt 199 (Worms).
- Topographische Spezialkarte von Deutschland (1831), Blatt 210 (Teschen).
- Topographische Spezialkarte von Deutschland (1833), Blatt 217 (Saarbrücken).
- Topographische Spezialkarte von Deutschland (1833), Blatt 218 (Landau).